# Antonci (Poreč)
Pour les articles homonymes, voir Antonci.
Antonci (en italien, Antonzi) est une localité de la municipalité de Poreč, comitat d'Istrie, en Croatie. Au recensement de 2001, la localité comptait 111 habitants.

## Démographie
| 1948 | 1953 | 1961 | 1971 | 1981 | 1991 | 2001 |
| ---- | ---- | ---- | ---- | ---- | ---- | ---- |
| 112  | 81   | 58   | 48   | 43   | 89   | 111  |